# 야나기모토정
야나기모토정(柳本町)은 나라현 북서부, 시키군에 속했던 정이다. 현재는 덴리시 남부에 해당한다.

## 역사
- 1889년 4월 1일 - 정촌제 시행에 의해 도이치군 야나기모토촌이 성립하였다.
- 1897년 4월 1일 - 시키군으로 소속이 변경되었다.
- 1923년 1월 1일 - 정으로 승격해 야나기모토정이 되었다.
- 1954년 4월 1일 - 단바이치정, 아사와촌, 후쿠스미촌, 나카이도촌, 소에카미군 이치노모토정과 합병해 덴리시가 성립하여, 동일 야나기모토정은 폐지되었다.

## 교통

### 철도
- 일본국유철도
  - 사쿠라이선